# Konfektionslöffel

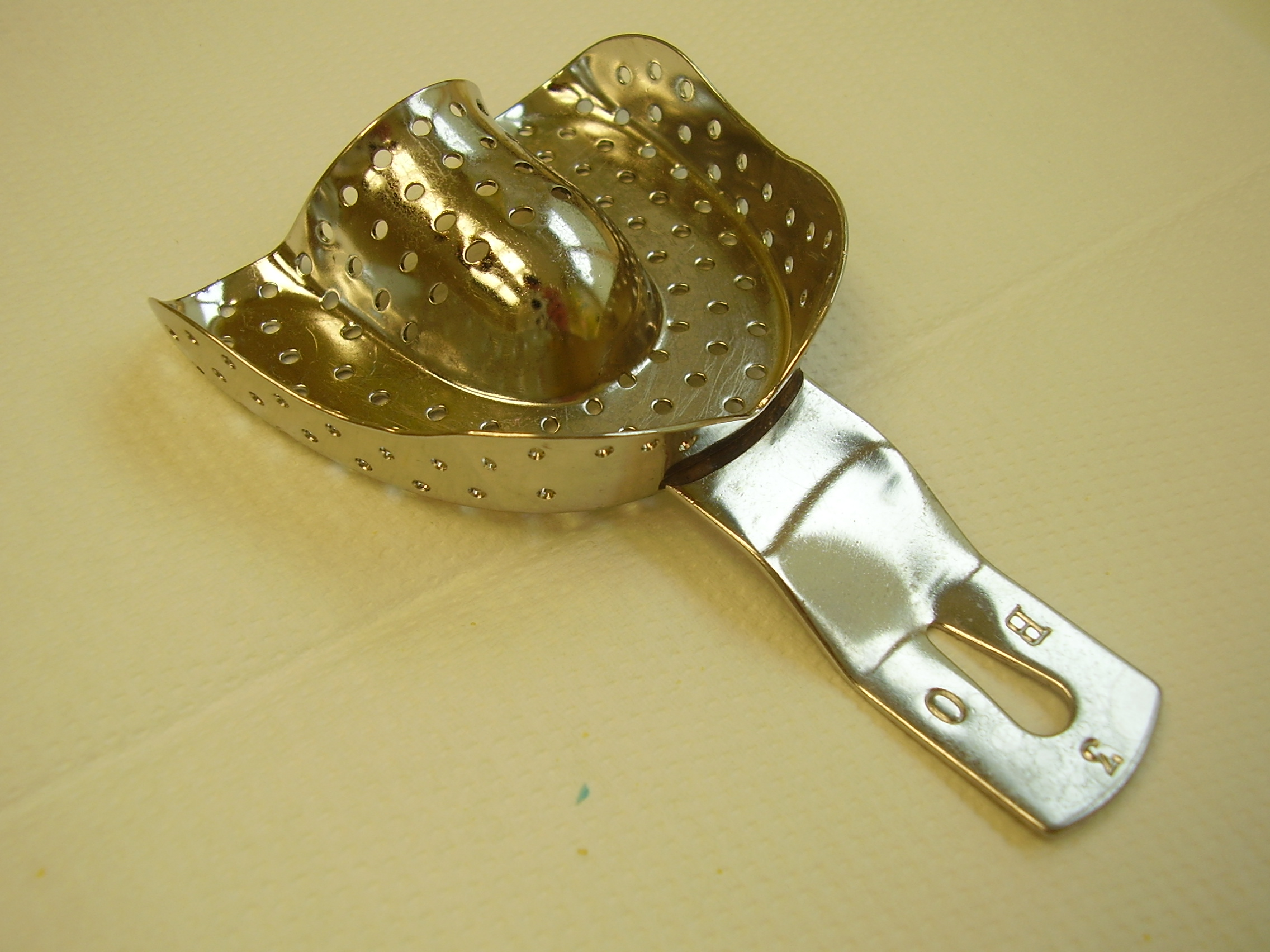
Konfektionierter Abdrucklöffel für das bezahnte Gebiss, hier: Oberkiefer, nach Ash. Die Gravuren am Griff bezeichnen B=Bezahnt, O=Oberkiefer, 3=Größe

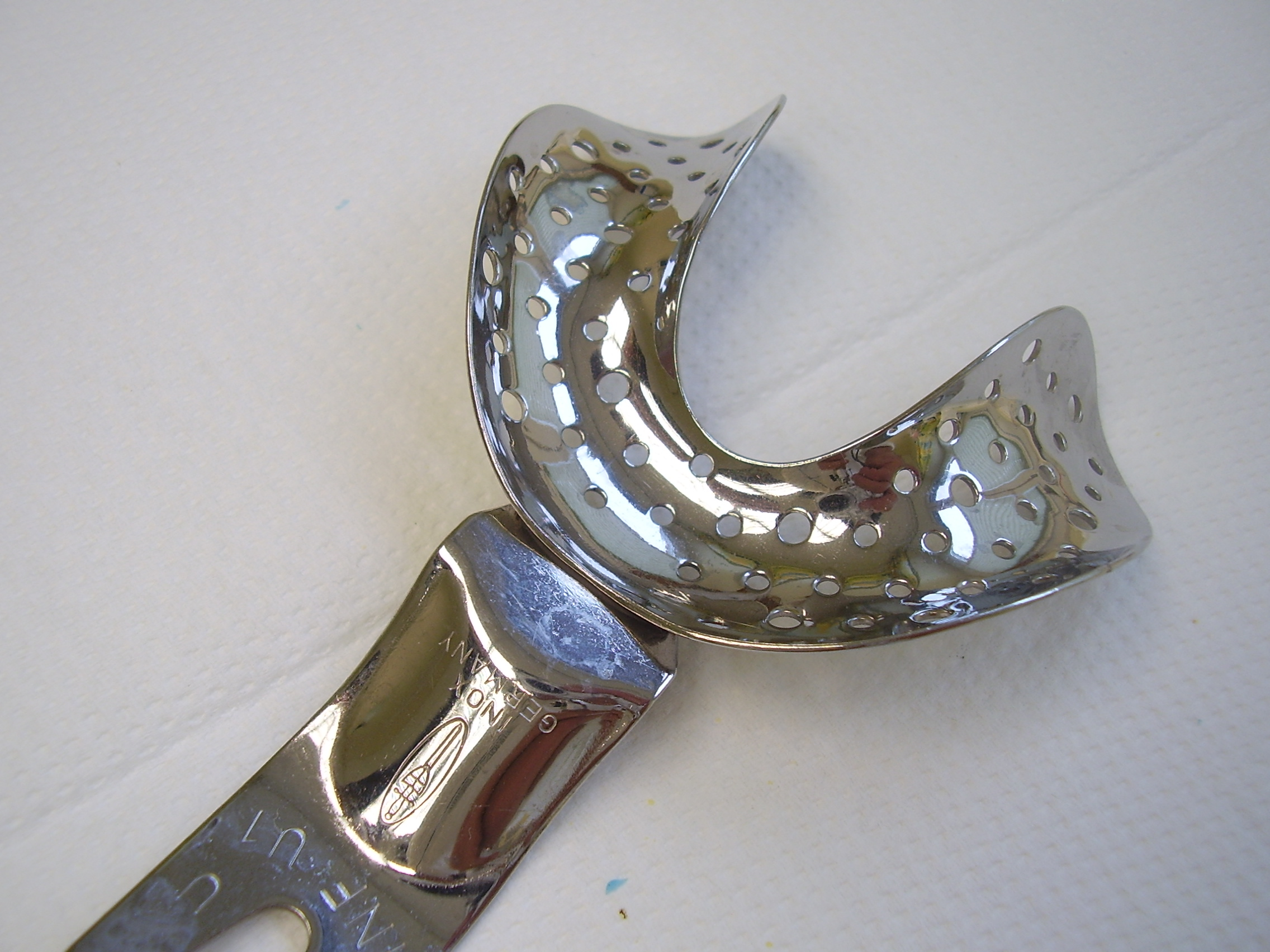
Konfektionierter Abdrucklöffel für das unbezahnte Gebiss, hier: Unterkiefer, nach Ash

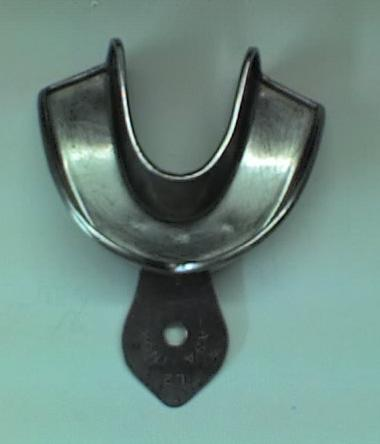
Konfektionierter Abdrucklöffel für das bezahnte Gebiss, hier: Unterkiefer, Rimlock. Hier werden die Größen von S bis XL eingraviert

Ein Konfektionslöffel ist ein industriell gefertigtes, zahnärztliches Hilfsinstrument, mit dem die Abformung des Ober- oder Unterkiefers vorgenommen wird.

## Varianten
Das Hilfsinstrument, das auch Abdrucklöffel genannt wird, gibt es
- in verschiedenen Größen für die unterschiedlichen Kiefergrößen.
- unterschiedlich gestaltet für den Ober- und Unterkiefer
- unterschiedlich gestaltet jeweils für den
  - vollbezahnten Kiefer
  - teilbezahnten Kiefer
  - unbezahnten Kiefer
- mit unterschiedlichen Retentionselementen.

In den Abdrucklöffel wird plastisches Abdruckmaterial eingefüllt und die Gebiss- oder Kieferabformung durchgeführt. Die Retentionselemente sollen das Abdruckmaterial beim Abziehen des Abdrucks im Löffel halten. Hierfür kann der Abdrucklöffel mit Perforationen versehen sein, durch die das Abdruckmaterial während der plastischen Phase hindurchtritt (Abdrucklöffel nach Ash) oder einen retentiven Rand aufweisen, der das Material im Löffel hält (Rimlock-Löffel).
Abformlöffel nach Schreinemakers sind eine spezielle Variante für die Abformung zahnloser Kiefer. Bei der Abformmethode nach Schreinemakers wurde ein Sortiment aus Kunststofflöffeln entwickelt. Für den Unterkiefer finden sich 13 unterschiedliche große Kunststofflöffel; für den Oberkiefer 7 verschiedene Größen. Um die korrekte Größe des Abdrucklöffels für eine Alginatabformung zu bestimmen, wird der Unterkiefer paralingual in seiner größten Weite zwischen den Trigona retromolaria mit dem Messzirkel erfasst und ein Löffel ausgewählt, der um die Dicke des Messzirkels geräumiger ist.
Konfektionslöffel sind im Gegensatz zu individuellen Löffeln nicht genau an den Kiefer des Patienten angepasst. Es handelt sich um vorgefertigte Schablonen aus Metall oder Kunststoff. Sie können zur einmaligen oder mehrmaligen Verwendung vorgesehen sein.

## Anwendung
Konfektionierte Abdrucklöffel können bei schwierigen Kieferverhältnissen, also solchen, die weit von der Norm abweichen, nur zur Anfertigung eines individuellen Löffels im zahntechnischen Labor verwendet werden, der sich an die Kieferform anlehnt und vom Zahnarzt entsprechend angepasst werden kann.
Ihre Grenzen finden konfektionierte Abdrucklöffel, wo es auf eine besondere Präzision des Abdrucks ankommt. Hierfür werden individuelle Löffel verwendet, damit das Abdruckmaterial in möglichst gleichmäßiger Schichtstärke aufgetragen wird. Ungleichmäßige Schichtstärken haben ein unterschiedliches Abbindeverhalten, das zu Ungenauigkeiten führt.
Sie werden für die Anfertigung von Situationsmodellen verwendet, die vor einer Behandlung die Gebisssituation in einem Gipsmodell festhalten. Bei zahntechnischen Arbeiten, die unter Zeitnot zu geschehen haben, wird meist auf die Anfertigung eines individuellen Löffels verzichtet, beispielsweise bei Reparaturen von herausnehmbaren Zahnersatz. Auch die Anfertigung kleinerer zahntechnischer Arbeiten, wie z. B. Einzelkronen, kann nach Abdrucknahme mittels eines konfektionierten Löffels durchgeführt werden.
Konfektionslöffel können vor der Abdrucknahme durch einen Gaumenstopp aus Silikonmaterial und eine distale (hintere) Abdämmung aus Kunststoff an die anatomischen Verhältnisse des Patienten bedingt angepasst werden.